# Jad Waszem
Jad Waszem (lub Jad wa-Szem, hebr. ‏יד ושם‎, ang. Yad Vashem), Instytut Pamięci Męczenników i Bohaterów Holokaustu – instytut w Izraelu poświęcony żydowskim ofiarom Holokaustu, założony w 1953 roku w Jerozolimie na mocy Ustawy o Pamięci, przyjętej przez izraelski parlament Kneset. Zlokalizowany jest na Wzgórzu Herzla.
Termin „Jad Waszem” oznacza „miejsce i imię” (lub „pomnik i imię”) i zaczerpnięty jest z księgi Izajasza (Iz 56, 5): dam [im] miejsce w moim domu i w moich murach oraz imię lepsze od synów i córek, dam im imię wieczyste i niezniszczalne.
Instytut składa się z Nowego Muzeum Historycznego wraz z Salą Imion, gdzie przechowywane są dane o Ofiarach Holokaustu, Izby Pamięci, Ogrodu Sprawiedliwych wśród Narodów Świata, dwóch galerii sztuki, synagogi, archiwum i biblioteki, Doliny Zabitych Wspólnot i Międzynarodowej Szkoły Nauczania o Holokauście. Poza tym na terenie Jad Waszem znajduje się kilkanaście mniejszych i większych pomników poświęconych m.in. zamordowanym w czasie Holokaustu dzieciom, żydowskim partyzantom i żołnierzom oraz Januszowi Korczakowi. Jeden z pomników to urwany wiadukt kolejowy, na którym stoi towarowy wagon, służący w czasie II wojny światowej do przewożenia Żydów do obozów zagłady. W Jad Waszem posadzone są drzewa upamiętniające Sprawiedliwych Wśród Narodów Świata – nie-Żydów, którzy ratowali Żydów w czasie Holokaustu, niejednokrotnie ryzykując własne życie. Obecnie, ze względu na brak miejsca, ich nazwiska umieszczane są na specjalnej ścianie pamiątkowej.
Niewielki ogród i tablica pamiątkowa na terenie Jad Waszem poświęcone są mieszkańcom Le Chambon-sur-Lignon, miasteczka we Francji, którzy w czasie drugiej wojny światowej uczynili swoją miejscowość azylem dla Żydów uciekających przed Niemcami.
Wśród drzewek posadzonych w Alei Sprawiedliwych znajduje się też drzewko posadzone w 1963 r. przez Władysława Bartoszewskiego i Marię Kann w imieniu Rady Pomocy Żydom „Żegota” – jedynej organizacji w okupowanej Europie powołanej w celu ratowania Żydów.
Przewodniczącym zarządu Jad Waszem jest od sierpnia 2021 r. Dani Dayan. Wcześniej, od 1993 r. funkcję tę sprawował były wojskowy, Awner Szalew, który zastąpił Jicchaka Arada, przewodniczącego zarządu przez 21 lat (1972–1993).

## Galeria

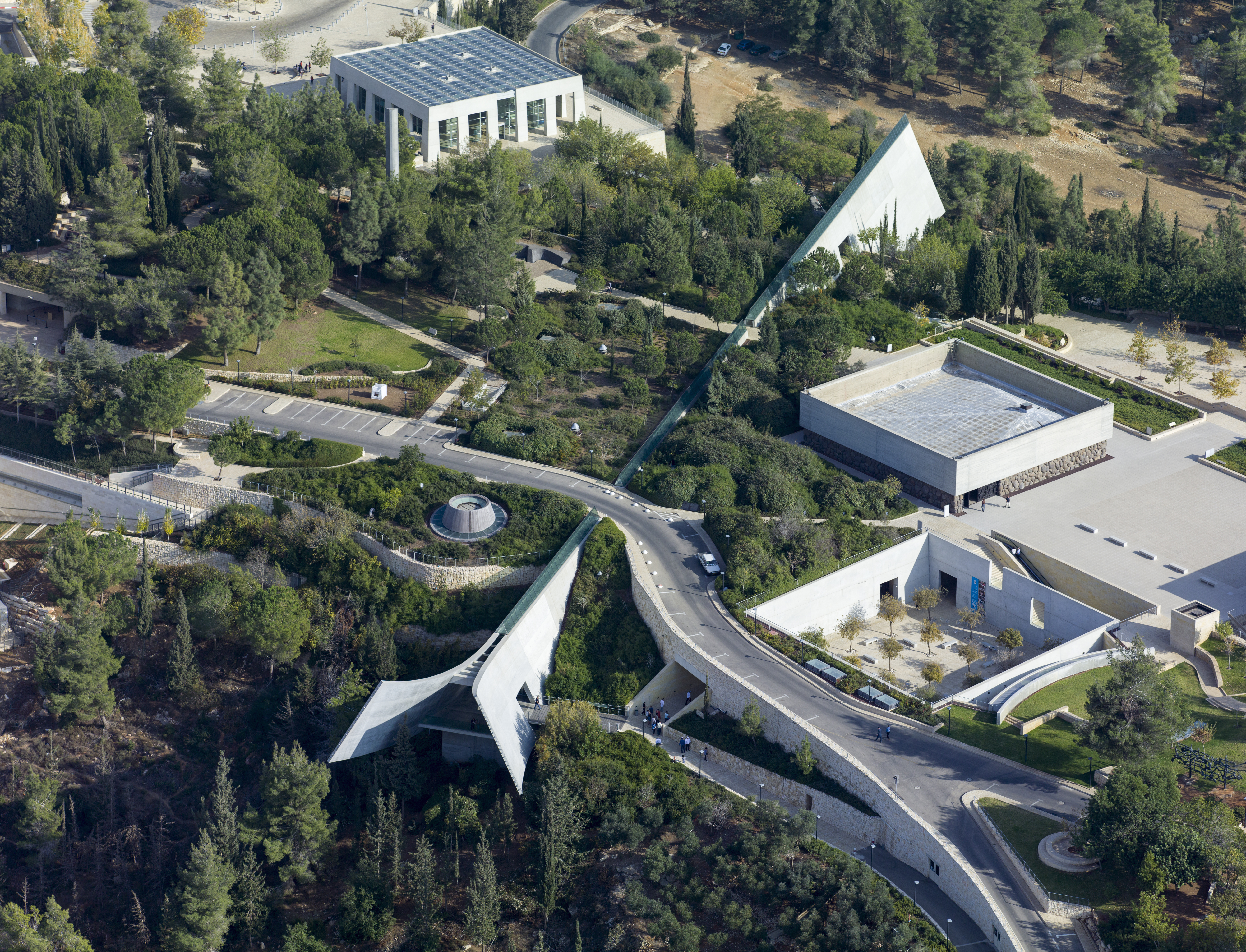
Jad Waszem z lotu ptaka
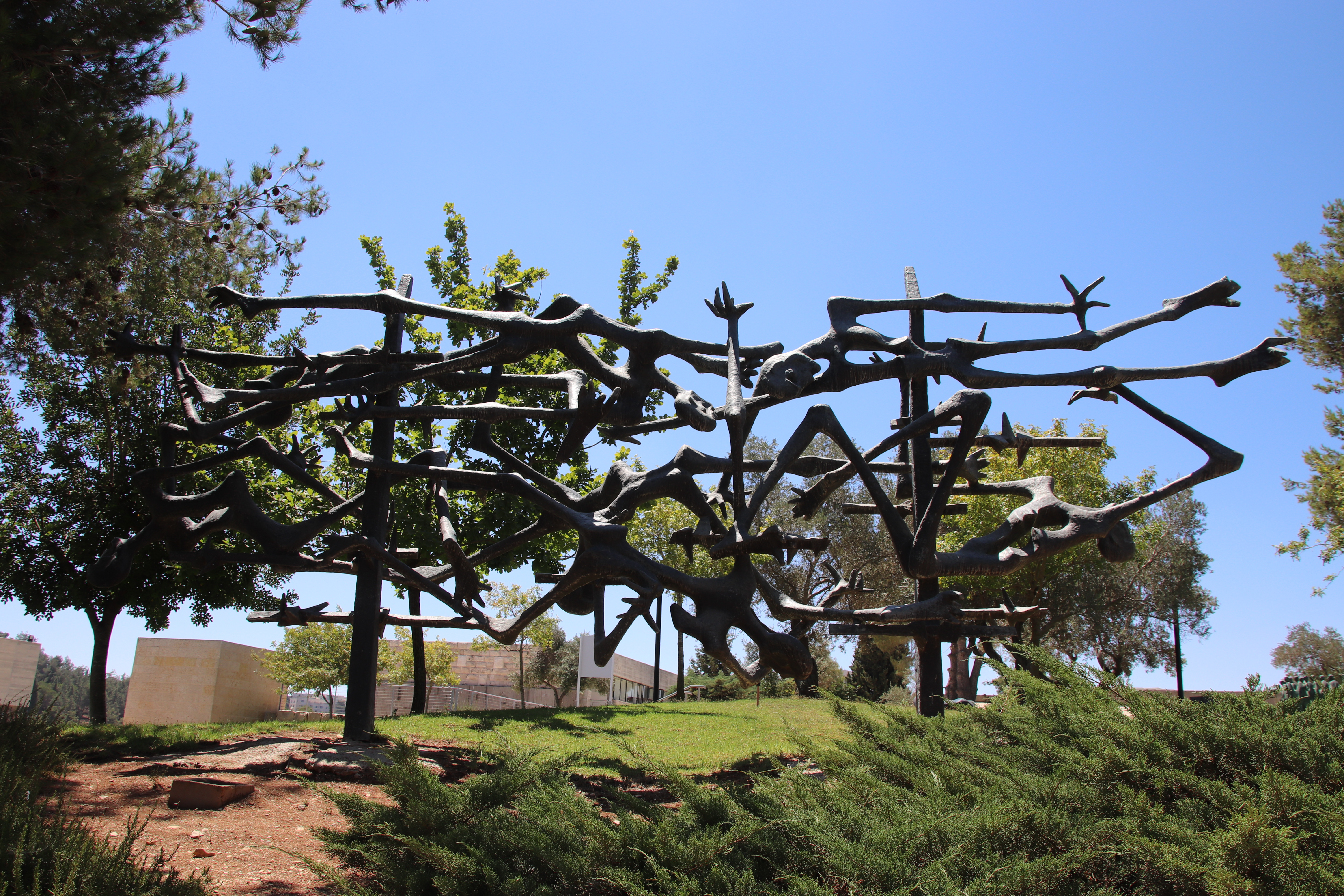
Rzeźba upamiętniająca ofiary obozów koncentracyjnych
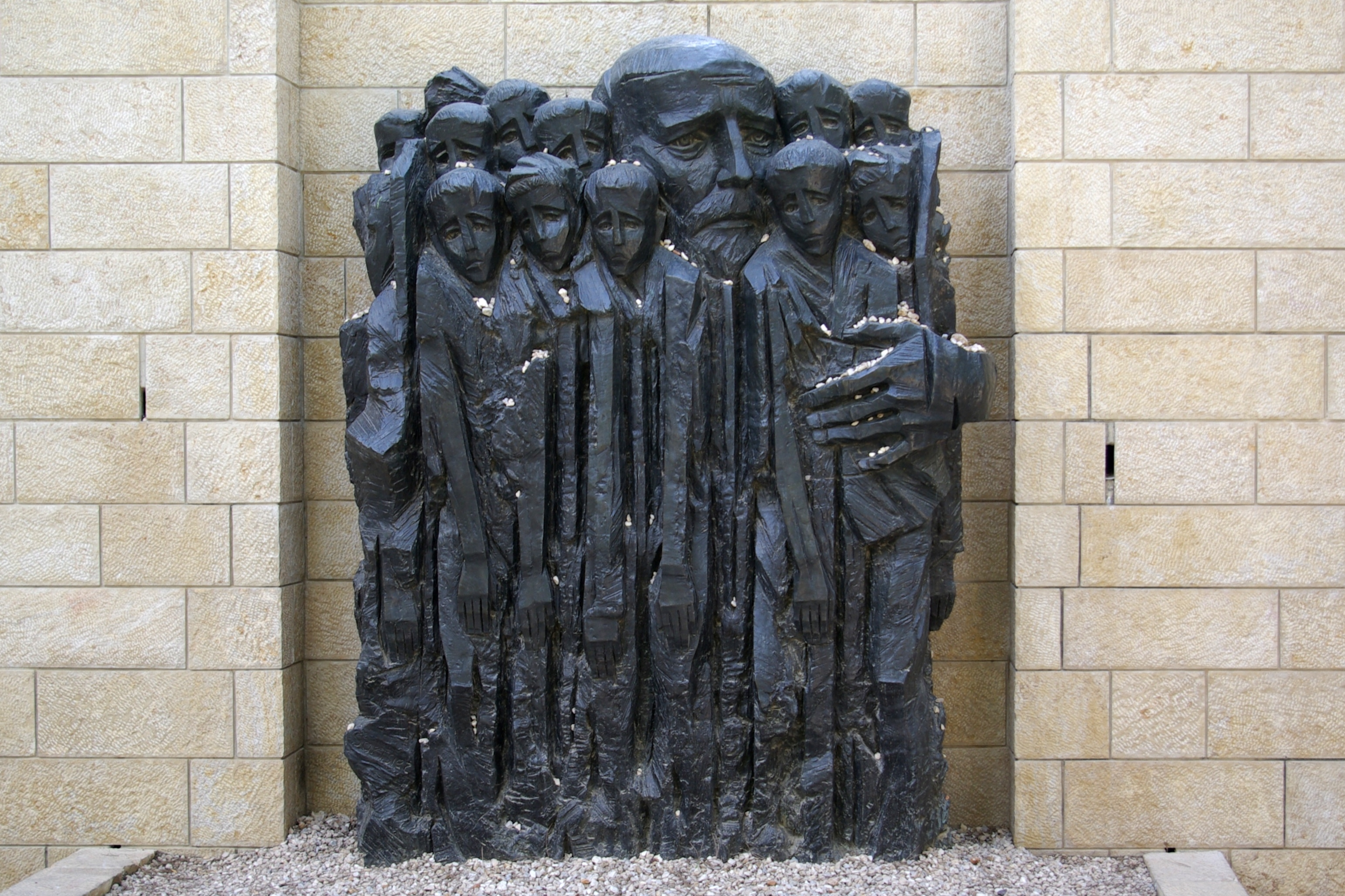
Rzeźba Borisa Saktsiera Korczak i Dzieci Getta
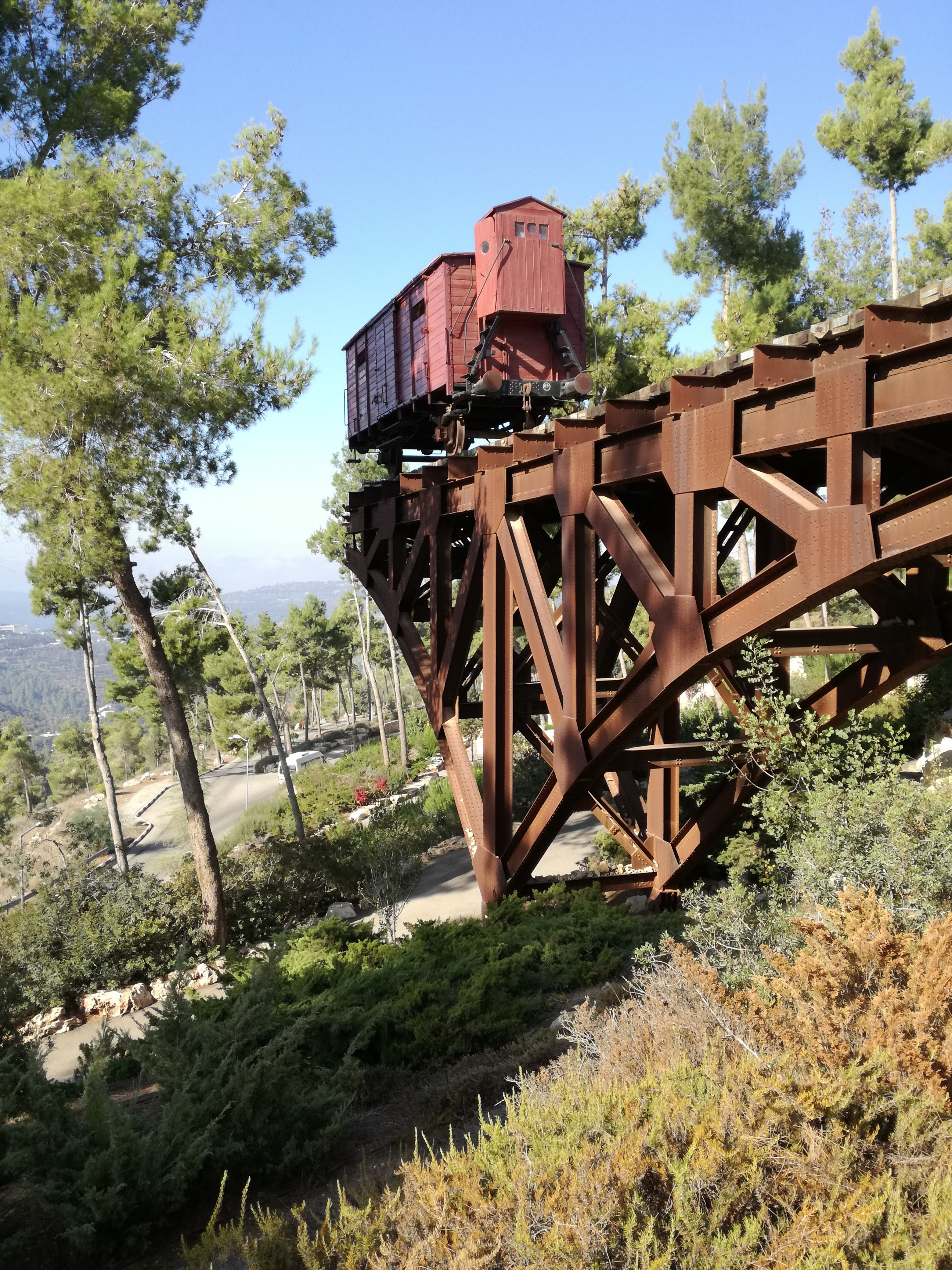
Urwany wiadukt kolejowy w Jad Waszem
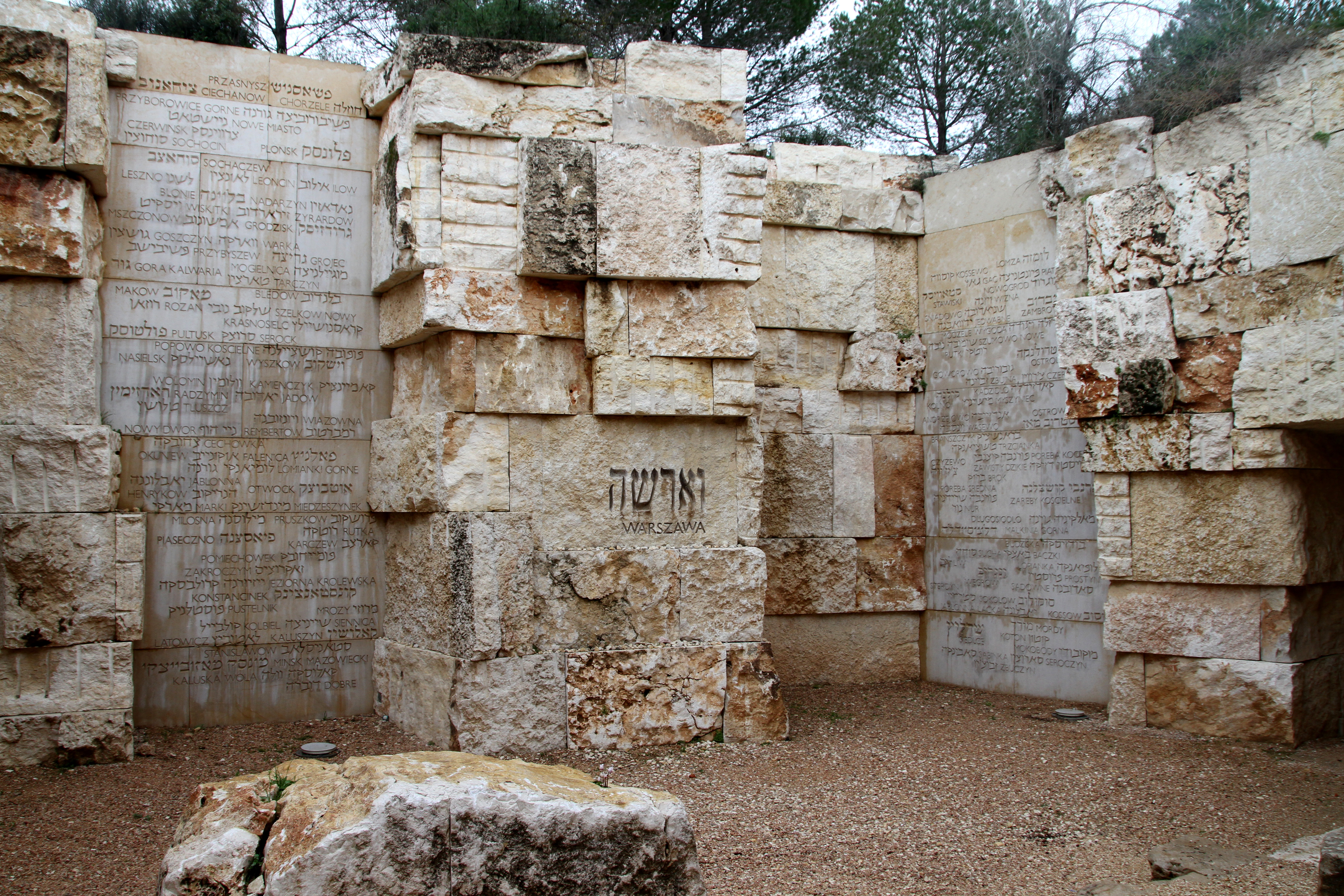
Dolina Zabitych Wspólnot – Polska